# La Algaba
La Algaba är en ort i Spanien.   Den ligger i provinsen Provincia de Sevilla och regionen Andalusien, i den sydvästra delen av landet, 400 km sydväst om huvudstaden Madrid. La Algaba ligger 11 meter över havet och antalet invånare är 14 942.
Terrängen runt La Algaba är platt.Runt La Algaba är det mycket tätbefolkat, med 3 895 invånare per kvadratkilometer. Närmaste större samhälle är Sevilla, 9,5 km söder om La Algaba. Trakten runt La Algaba består till största delen av jordbruksmark.